# چنارلق
چنارلق روستایی است که در استان اردبیل، شهرستان خلخال، بخش خورش رستم، دهستان خورش رستم جنوبی قرار دارد.
این روستا جنوبی ترین نقطه استان اردبیل از لحاظ مختصات جغرافیایی و مسکونی بودن است.

## جمعیت
بر اساس سرشماری سال ۱۳۸۵ جمعیت این روستا ۵۶۹ نفر با ۱۳۳ خانوار بوده‌است.